# Stahlhelm M35

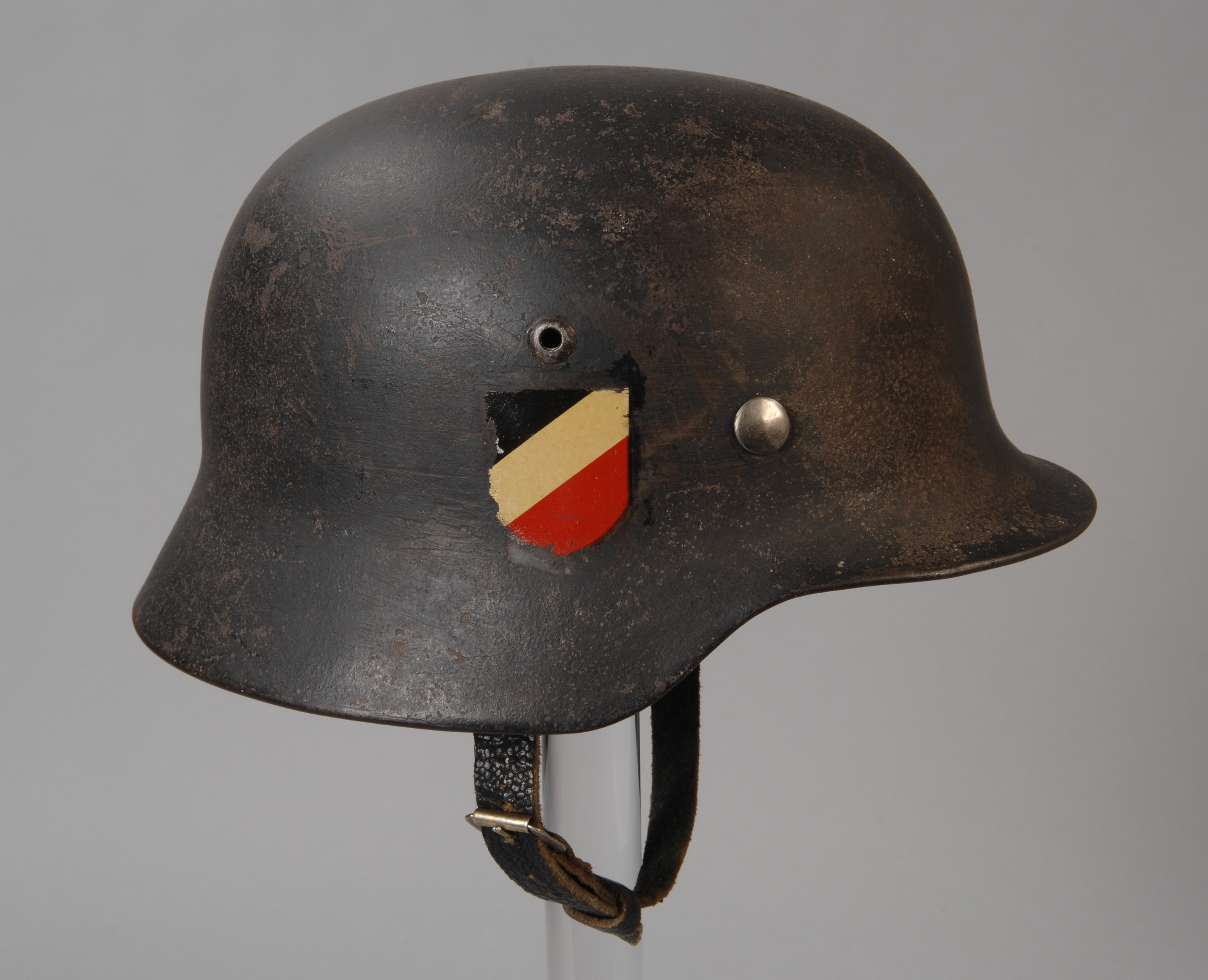
Шлем M35, вид справа

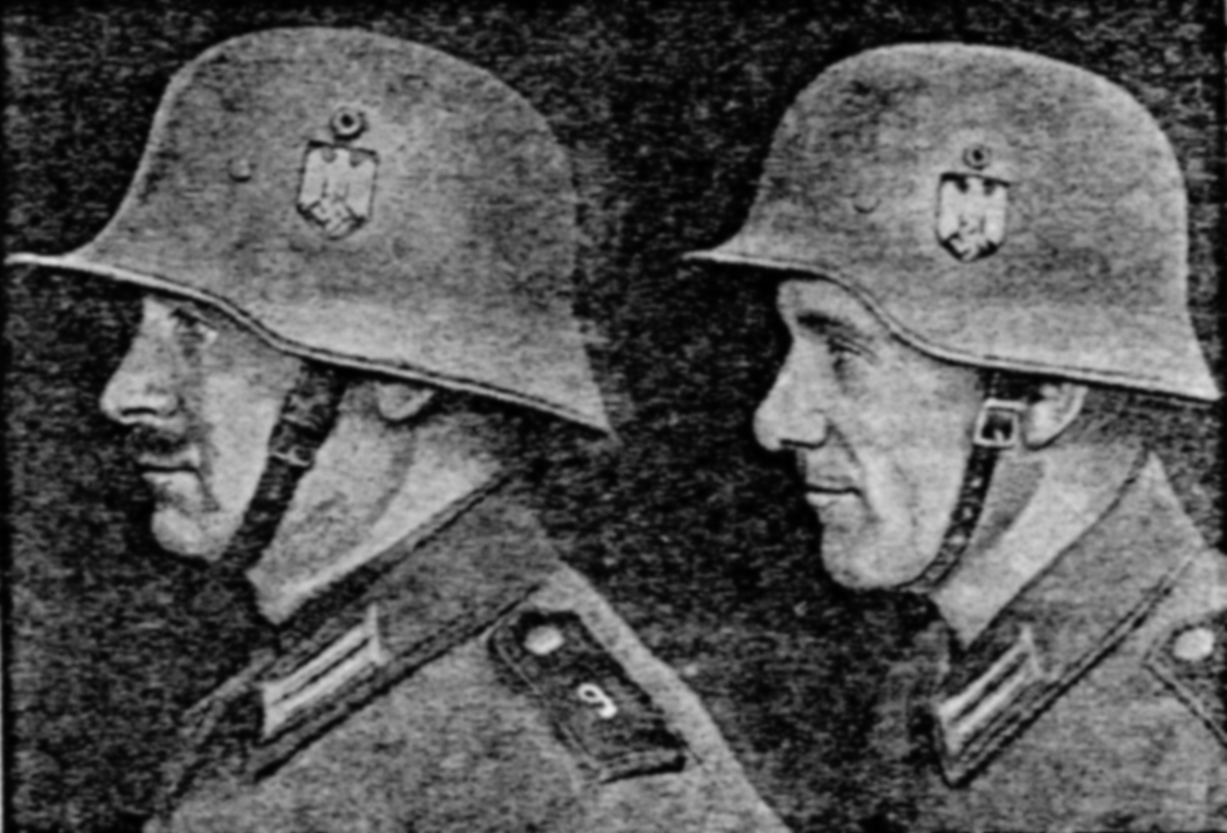
Сравнение шлемов обр. 1918 (слева) и 1935 гг. M18 отличался большей площадью защиты лобовой и шейной частей головы, более глубокой посадкой до уровня надбровных дуг и ушных раковин

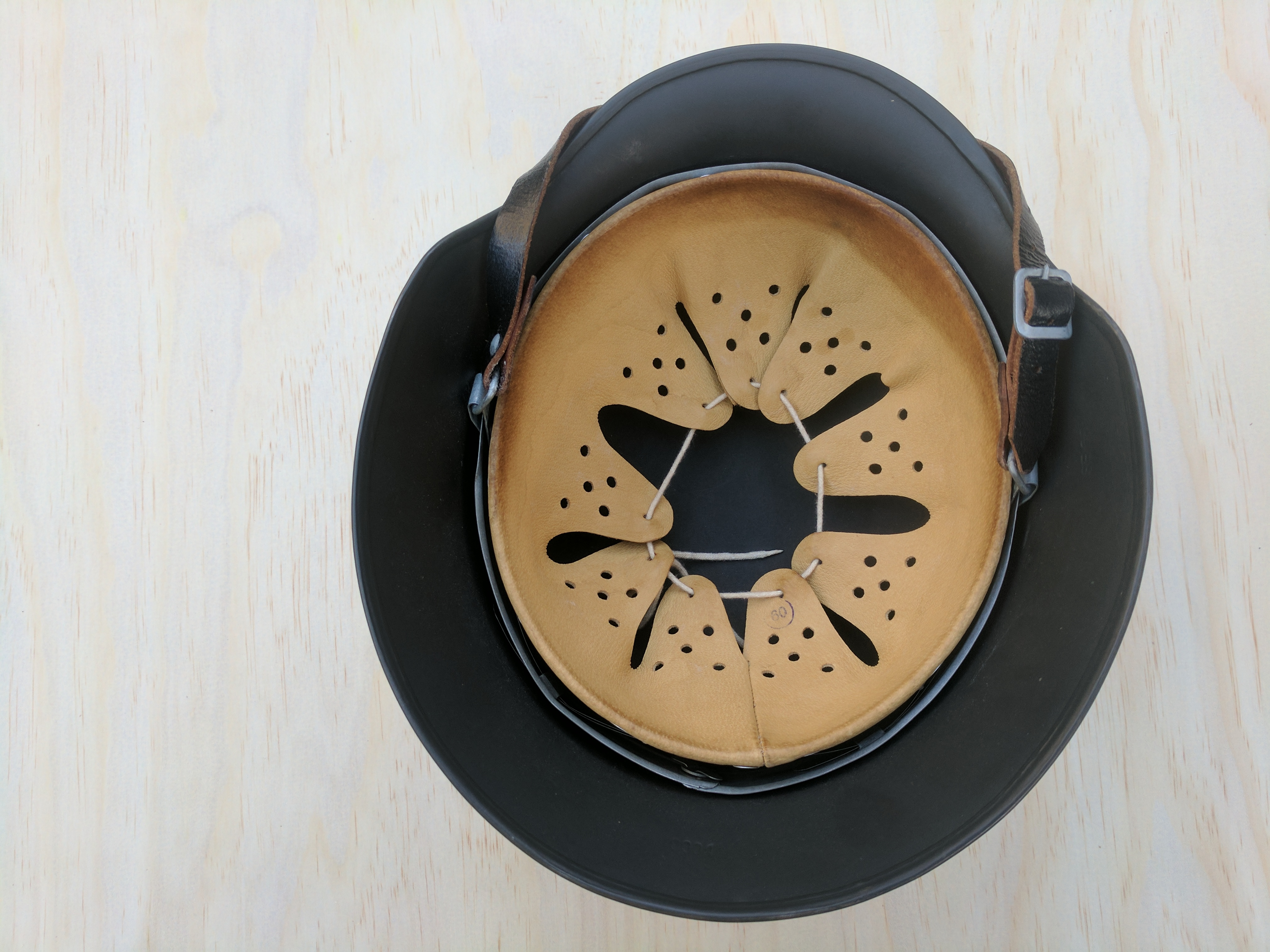
Подтулейное устройство шлемов, единое для M35, M40 и M42

Стальной шлем образца 1935 года (нем. Stahlhelm M35) — пехотная каска, утверждённая в качестве стандартного общевойскового шлема вооружённых сил нацистской Германии в 1935 году, самый массовый вариант защитного шлема стран Оси до конца Второй мировой войны.

## История
В середине 1930-х годов немецкие военные специалисты пришли к выводу, что каска образца 1916 года не вполне соответствует требованиям времени: она была разработана для защиты в первую очередь от свинцовых шрапнельных пуль, однако в 1930-е годы шрапнель уже не являлась основным типом снарядов к полевой артиллерии и армейская каска должна была обеспечивать защиту от более крупных и тяжёлых осколков осколочно-фугасных снарядов.
Для разработки нового варианта стального шлема были привлечены конструкторы, которые совместно с военными сумели подобрать оптимальное сочетание защитных свойств шлема при уменьшении его массы, попутно были решены вопросы удешевления и повышения технологичности изготовления.
Изменение роли пехоты в войне, увеличение её мобильности, отказ от позиционных боев, при которых максимальная защита головы была главной функцией шлема, привели к уменьшению размеров козырька и назатыльников. Шлем стали штамповать из легированной углеродистой стали с добавлением молибдена. Толщина листа колебалась от 1 до 1,15 мм. Каска из такой стали выдерживала давление до 220 кг на мм², что обеспечивало защиту даже от крупных осколков и пистолетных пуль. В результате немецкая каска М35 визуально стала более обтекаемой и пластичной, а её контур — более изысканным и стильным. Образ солдата вермахта с резкой тенью, отбрасываемой козырьком на мужественное лицо, превратился в расхожий штамп немецкой пропаганды.
Подшлемник из восьми кожаных (иногда девяти) лепестков с отверстиями для вентиляции стягивался сверху кожаным шнуром (в процессе эксплуатации заменялся подручным материалом, например, обычными обувными шнурками). Подбородочный ремешок, предназначенный для фиксации шлема на голове, изготавливался из телячьей кожи. Рамочная пряжка надёжно фиксировала необходимый размер. Подшлемник и ремень крепились к специальному подпружиненному обручу-каркасу, что обеспечивало максимальный комфорт во время передвижения и в случае сильного удара. Парашютисты Люфтваффе использовали Stahlhelm M35 до 1936 года, тогда выяснилось, что стандартный M35 не подходил, либо он слетал с головы парашютиста при неплотно зафиксированном ремешке, либо вызывал удушье парашютиста при очень плотно зафиксированном ремешке. Также выступающие поля шлема при приземлении били в виски парашютиста.
В 1940 году провели модернизацию шлема М35: упростили изготовление вентиляционных отверстий, они стали изготавливаться штамповкой, а не в виде отдельных деталей; изменили состав стали, заменили молибден на менее дефицитные марганец и кремний. Эта модель получила наименование М40.
Летом 1942 года технология изготовления шлемов изменилась. Дорогостоящий и длительный процесс завальцовки края был заменён отбортовкой, одновременно ухудшилось качество стального листа, из которого изготавливалась каска, — он стал мягче. От легирования и от добавок молибдена и марганца пришлось отказаться по причине дефицита легирующих элементов в Германии. Новая модель получила наименование Stahlhelm M42.
Помимо конструкции, эргономики и формы большую роль во внешнем облике шлема играла его окраска. До начала военных действий окраска шлема не носила явно выраженного маскировочного характера: он окрашивался в тусклый серо-зелёный цвет «фельдграу» и на него наносились декали и опознавательные эмблемы. У сухопутных войск (Heer), справа — национальный геральдический щит в белую, красную и чёрную наклонную полосу, слева — бело-серебряный орел вермахта на чёрном поле. С 1940 года осталась только декаль вермахта, на М42 их уже не наносили. До конца войны в войска поступали со складов каски с декалями, но их количество было невелико.
Окраска шлема стала меняться в зависимости от времени года, места боев и рода войск. Наиболее широко к середине войны распространилось искусство камуфляжа шлема при помощи специальных чехлов и сеток. Простым решением стал ободок из резины от камеры автомобильной шины, под которым было удобно крепить листву и ветки.

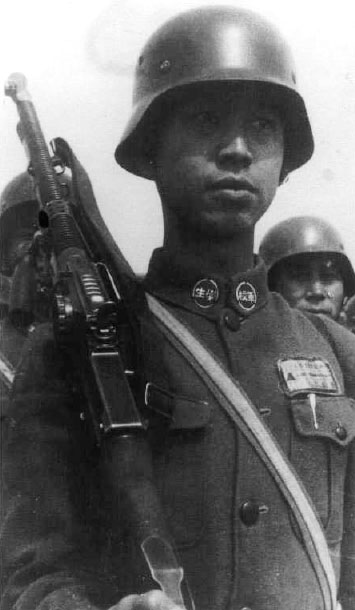
Шлем обр. 1935 года у солдат армии Гоминьдана

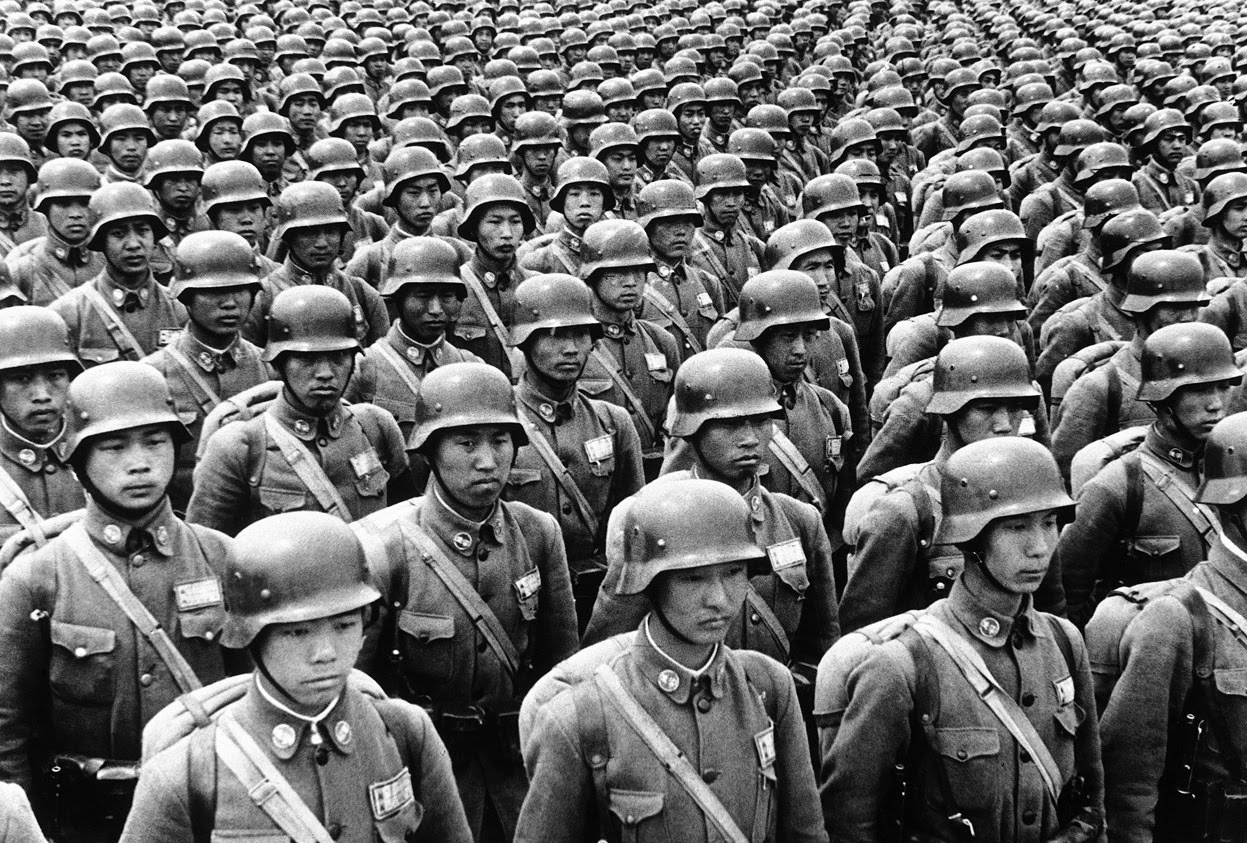

С 1942 года к шлему стал прилагаться чехол из защитной ткани «Цельтбан 31». На зиму такой чехол выполнялся из белой ткани и крепился к каске при помощи шнурка, стягиваемого под ободком отворотов. Защитная ткань «Цельтбан 31» получалась после нанесения на болотного цвета хлопковую основу светло- или тёмно-зелёных и коричневых некрупных геометрических фигур и тонких серо-зелёных черточек, пересекающих друг друга и создающих иллюзию ряби. С нашитыми 5—7 шлёвками для крепления маскирующих веток и листьев и верёвочной сеткой для маскировки лица такой чехол стал неотъемлемой частью реального быта солдата.
С конца 1943 года широкое распространение получили и самодельные проволочные сетки (данное утверждение спорно, так как на фронте немцы применяли противогранатную сетку, которую, скорее всего, и использовали солдаты), жестко закреплённые на каске. «Ловчая птичья сеть» (именно так прозвали этот элемент амуниции солдаты) служила универсальным средством для крепления любого камуфляжа как из листьев, так и из элементов городского мусора, бумаги, тряпок для ведения боя в населённых пунктах.
Германия поставляла свои каски армиям некоторых союзных государств, в частности, на Пиренеи и в Южную Америку. В нескольких странах (Венгрия и Аргентина) шлемы выпускались по лицензии.
Известны случаи использования трофейных немецких шлемов (в ходе Варшавского восстания 1944 года польские повстанцы использовали трофейные шлемы, с нанесением на них маркировки в виде горизонтальной бело-красной полосы).

## Варианты и модификации
- вариант для парашютистов: изготавливался из стандартного шлема обр. 1935 года, от M1935 просто отпиливали загибающийся край каски (в 1936 году заменён шлемом M38 для парашютно-десантных войск).
- M40
- M42
- M45 — практически не отличалась от M42, но была лишена вентиляционных отверстий.

## Страны-эксплуатанты
- Аргентина
- Венгрия

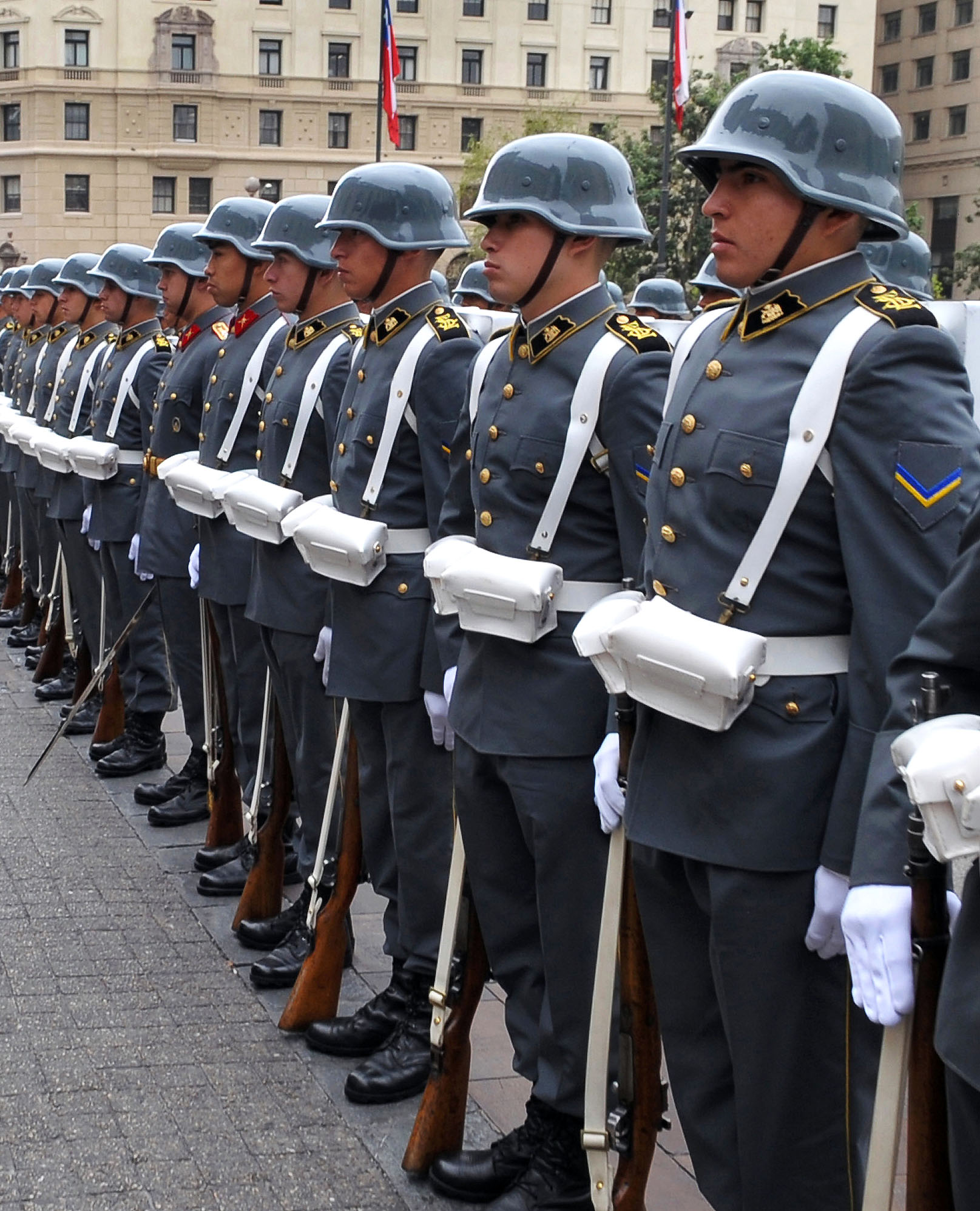
Парадная экипировка современной чилийской гвардии

- Китайская Республика — в рамках немецко-китайского сотрудничества с 1936 года начались поставки шлемов для армии гоминьдана (однако после начала японо-китайской войны в 1937 году поставки продукции военного назначения немецкого производства в Китай были сокращены, а после начала Второй мировой войны в сентябре 1939 года — прекращены).
- Нацистская Германия — официально приняты на вооружение вермахта в марте 1935 года, использовались в вооружённых силах и в иных вооружённых военизированных формированиях
- Чили — длительное время использовались в вооружённых силах, в 1984 году военно-политическое руководство страны заключило контракт с компанией "Baselli Hermanos S.A." на разработку армейской каски нового образца. В 2000 году на вооружение была принята кевларовая каска GOLFO. В дальнейшем в армейских подразделениях началась замена экипировки, но и в 2019 году некоторое количество старых касок немецкого образца оставалось у столичного подразделения почётного караула[2].